# Сигга
Сигридюр Бейтеиндоуттир (род. 24 июля 1962 в Рейкьявике, Исландия) — исландская певица, солистка группы Stjórnin, представительница Исландии на нескольких конкурсах песни Евровидение. Наиболее известна под псевдонимом Сигга (исл. Sigga).

## Участия на Евровидении

### Как полноценная исполнительница
| Год  | Страна   | Участие                   | Песня          | Место | Баллы |
| ---- | -------- | ------------------------- | -------------- | ----- | ----- |
| 1990 | Исландия | Как участница Stjórnin    | «Eitt lag enn» | 4     | 124   |
| 1992 | Исландия | Как участница Heart2Heart | «Nei eða já»   | 7     | 80    |
| 1994 | Исландия | Сольно                    | «Nætur»        | 12    | 42    |

На национальном исландском отборе на конкурс Евровидение 1994 («Söngvakeppni Sjónvarpsins 1994») песня «Nætur» была исполнена двоюродной сестрой певицы, Сигрун Эвой (исл. Sigrún Eva Ármannsdóttir), которая уже выступала со своей родственницей на Евровидении 1992, в составе «Heart2Heart». Песня стала победной на отборе, но некоторые члены жюри были недовольны выступлением Сигрун, и поэтому вместо неё на конкурс отправилась Сигга.

### Как бэк-вокалистка
| Год  | Страна   | Основной участник | Песня             | Место   | Баллы |
| ---- | -------- | ----------------- | ----------------- | ------- | ----- |
| 2006 | Исландия | Сильвия Найт      | «Congratulations» | 13 в ПФ | 62    |

## Дискография

### Альбомы
- Desember (1993)
- Sigga (1997)
- Flikk-flakk (1998)
- Fyrir þig (2003)
- Allt eða ekkert (2005)
- Til eru fræ (2007)
- Jólalögin mín (2009)

### Синглы
- Nætur — Night Times (1994)
- Jörð (2003)